# Tournée Europea 2013
La Tournée Europea 2013 è stato il decimo tour della cantante canadese Céline Dion. Il tour è stato organizzato per supportare l'album in lingua francese Sans attendre, che ha venduto più di 1,5 milioni di copie in tutto il mondo.
È stato il primo tour interamente francofono dal D'eux Tour nel 1995-1996. Con solo dieci concerti, è stato anche il tour più breve della carriera della cantante. Complessivamente, il tour ha incassato circa 20 milioni di dollari da nove spettacoli in Europa.

## Background
Il produttore Gilbert Coullier, in un'intervista, aveva spiegato come il tour dovesse originariamente coprire sia i paesi francofoni che anglofoni, coprendo gli ultimi due album della cantante in lingua inglese e francese, ovvero Loved Me Back To Life e Sans Attendre. Tuttavia, a causa del rinvio dell'album inglese, la parte anglofona del tour è stata cancellata. La parte francofona del tour è andata avanti come previsto, celebrando l'album di grande successo del 2012 Sans attendre in Belgio e Francia.
Il 19 giugno 2013 è stato annunciato un sesto spettacolo a Parigi, tenutosi il 4 dicembre 2013. Il 27 agosto 2013 è stato annunciato un settimo spettacolo a Parigi, tenutosi il 5 dicembre 2013. Questo porta il numero totale di concerti del tour a nove.
Céline Dion, in Europa, ha indossato gli stessi abiti che ha indossato in Québec durante il concerto evento Celine... une seule fois . Tuttavia, in Europa, l'abito indossato per "My Heart Will Go On" è stato diverso, indossato fino alla fine dello spettacolo.

## Home Video
Tutti gli spettacoli sono stati filmati professionalmente.
Céline... une seule fois è stato registrato professionalmente dalla casa discografica Dion ed è stato trasmesso sui canali pay-per-view del Québec dal 10 agosto 2013. Il concerto è stato trasmesso anche su diversi canali europei: RTS Deux in Svizzera il 24 dicembre 2013, D8 in Francia il 25 dicembre 2013 e La Une in Belgio il 31 dicembre 2013.
Il 19 maggio 2014 è stato rilasciato un live DVD (insieme a due CD), intitolato Céline... une seule fois / Live 2013 . Il set include l'intero spettacolo del Quebec più 4 canzoni extra registrate il 26 novembre 2013 a Parigi.
Le tracce audio bonus includono: " Tout l'or des hommes ", " Un garçon pas comme les autres (Ziggy) ", " Water and a Flame " e "Regarde-moi" come bonus. Sfortunatamente, " Where Does My Heart Beat Now ", " At Seventeen ", " Je ne vous oublie pas " e " Immensité " sono stati omessi. Pertanto, non ci sono esibizioni audio o video ufficiali di queste canzoni.

## Date
| Data           | Città        | Paese        | Luogo           | Presenze              | Incasso      |
| Nord America   | Nord America | Nord America | Nord America    | Nord America          | Nord America |
| -------------- | ------------ | ------------ | --------------- | --------------------- | ------------ |
| 27 luglio 2013 | Quebec       | Canada       | Piane di Abramo | 41.298 / 60.200 (69%) | $ 5.670.255  |

| Data             | Città   | Paese   | Luogo                             | Presenze                | Incasso      |
| Europa           | Europa  | Europa  | Europa                            | Europa                  | Europa       |
| ---------------- | ------- | ------- | --------------------------------- | ----------------------- | ------------ |
| 21 novembre 2013 | Anversa | Belgio  | Sport paleis                      | 28.630 / 30.730         | $ 5.061.190  |
| 22 novembre 2013 | Anversa | Belgio  | Sport paleis                      | 28.630 / 30.730         | $ 5.061.190  |
| 25 novembre 2013 | Parigi  | Francia | Palais Omnisports di Parigi-Bercy | 73.333 / 73.437         | $ 14.876.447 |
| 26 novembre 2013 | Parigi  | Francia | Palais Omnisports di Parigi-Bercy | 73.333 / 73.437         | $ 14.876.447 |
| 29 novembre 2013 | Parigi  | Francia | Palais Omnisports di Parigi-Bercy | 73.333 / 73.437         | $ 14.876.447 |
| 30 novembre 2013 | Parigi  | Francia | Palais Omnisports di Parigi-Bercy | 73.333 / 73.437         | $ 14.876.447 |
| 1 dicembre 2013  | Parigi  | Francia | Palais Omnisports di Parigi-Bercy | 73.333 / 73.437         | $ 14.876.447 |
| 4 dicembre 2013  | Parigi  | Francia | Palais Omnisports di Parigi-Bercy | 73.333 / 73.437         | $ 14.876.447 |
| 5 dicembre 2013  | Parigi  | Francia | Palais Omnisports di Parigi-Bercy | 73.333 / 73.437         | $ 14.876.447 |
| Totale           | Totale  | Totale  | Totale                            | 101.963 / 104.167 (98%) | $ 19.937.637 |

## Band
- Direttore musicale, pianoforte: Claude "Mégo" Lemay
- Batteria: Domenico Messier
- Basso: Marc Langis
- Chitarre: André Coutu
- Tastiere: Yves Frulla
- Percussioni: Paul Picard
- Coro, violoncello e fischietto di latta: Élise Duguay
- Coristi: Barnev Valsaint, Dawn Cumberbatch
- Violino: Jean Sebastien Carré
- Violoncello: Julie McInnes
- Legni: Eric Tewalt, Philip Wigfall
- Trombe: Matt Fronke, Kurt Evanson, Nico Edgerman, Donald Lorice
- Tromboni: Daniel Falcone, Nathan Tanouye